# Miah Davis
Jeremiah „Miah“ William Davis (* 12. Februar 1981) ist ein US-amerikanischer Basketballspieler.
Der 2-fache Allstar der ersten polnischen Liga, wechselt zur Saison 2007/2008 nach Deutschland zu den Telekom Baskets Bonn. Davis unterschrieb dort einen Vertrag für ein Jahr. Zuvor ging er zwei Jahre für Energa Czarni Słupsk auf Korbjagd. Für seine Leistungen wurde er 2006 und 2007 ins Allstar Team der ersten polnischen Liga berufen. Zudem war er 2006 Mitglied des „All-Defense-Team of the year“.
Seine College-Zeit verbrachte er an der University of the Pacific in Stockton. 2004 wurde er dort zum „Player of the Year“ der starken Big West Conference der NCAA gewählt. Nach seiner Zeit am College versuchte er sich bei den Los Angeles Clippers für die Draft zu empfehlen. Dies scheiterte allerdings und so zog es ihn für kurze Zeit in die NBA Development League. Dort spielte er für die Roanoke Dazzle. Dort konnte er sich allerdings nicht durchsetzen und wechselte schließlich 2005 nach Polen. Nach einer erfolgreichen Saison in Bonn, die mit der Vizemeisterschaft 2008 endete, wechselt Miah Davis zur Saison 2008/2009 wieder zurück nach Polen zu Politechnika Poznań. Dort führte er den Aufsteiger zum Klassenerhalt, erhielt allerdings keinen neuen Vertrag für die Saison 2009/2010.
Daher unterschrieb Davis im November 2009 einen Vertrag über ein Jahr in Limassol, beim dortigen Erstligisten EKA AEL Limassol. Dort half er den Verein ins Finale um die dortige Meisterschaft zu führen.
Zur Saison 2010/2011 unterschrieb er erneut einen Vertrag auf Zypern. Er schloss sich APOEL Nikosia an. Dort wurde sein Vertrag allerdings im Laufe der Saison aufgelöst. Davis wechselte daraufhin nach Griechenland zu Ilysiakos Athen. Nach einem Jahr in Griechenland lief Davis bis 2012 in Belgien für die Leuven Bears auf. Zur Saison 2012/2013 kehrte Davis nach Deutschland zurück und unterschrieb einen Vertrag bei den New Yorker Phantoms Braunschweig. Dort wurde sein Vertrag im Februar 2013 jedoch vorzeitig aufgelöst, da Davis nicht wie erhofft sportlich überzeugen konnte.

## Stationen
- University of the Pacific / USA
- Roanoke Dazzle / USA
- Energa Czarni Słupsk / Polen
- Telekom Baskets Bonn / Deutschland
- Politechnica Poznań / Polen
- AEL Limassol/Zypern
- APOEL Nikosia/Zypern
- Ilysiakos Athen/Griechenland
- Leuven Bears/Belgien
- Phantoms Braunschweig/Deutschland

## Erfolge
- „Player of the Year“ der Big West Conference (2004)
- Allstar der ersten Liga Polens 2006 und 2007
- Mitglied „All-Defense-Team of the year“ 2006

## Bemerkenswertes
Im Spiel drei des Viertelfinales um die Deutsche Basketballmeisterschaft 2007/2008 gegen die Artland Dragons aus Quakenbrück gelang Miah Davis ein wohl für die Fans unvergesslicher Geniestreich. Mit 3,79 Sekunden Restspielzeit und einem Punkt hintenliegend gelang ihm mit einem ungemein schnellen Zug zum Korb der wahrscheinlich schönste Buzzer seiner Karriere.
Die Telekom Baskets Bonn haben das Auswärtsspiel im Artland mit 77:76 gewonnen.
| Personendaten    | Personendaten                       |
| ---------------- | ----------------------------------- |
| NAME             | Davis, Miah                         |
| ALTERNATIVNAMEN  | Davis, Jeremiah                     |
| KURZBESCHREIBUNG | US-amerikanischer Basketballspieler |
| GEBURTSDATUM     | 12. Februar 1981                    |